# Akimasa Tsukamoto
Akimasa Tsukamoto (塚本 明正 Tsukamoto Akimasa?,  nacido el 22 de noviembre de 1969 en Nagasaki) es un exfutbolista japonés. Jugaba de defensa y su último club fue el Sagawa Express Osaka de Japón.

## Trayectoria

### Clubes
| Club                 | País  | Año         |
| -------------------- | ----- | ----------- |
| Cerezo Osaka         | Japón | 1992 - 1996 |
| Sagan Tosu           | Japón | 1997 - 1998 |
| Sagawa Express Osaka | Japón | 1999 - 2000 |